# Antonina Kosjel
Antonina Kosjel född den 20 november 1954 i Smaljavitjy i Minsk oblast i Vitryska SSR i Sovjetunionen (nu Belarus), är en belarusisk före detta gymnast som tävlade för Sovjetunionen.
Hon tog OS-guld i lagmångkampen i samband med de olympiska gymnastiktävlingarna 1972 i München.